# 조정규
조정규(趙廷奎, 1791년 ~ ？)는 조선 순조 때의 화가이다. 자는 성서, 호는 임전, 본관은 함안이다. 소림 조석진(趙錫晉)의 할아버지이기도 하다.
첨사를 지냈으며, 산수·인물·꽃·새 특히 어해로써 이름이 높았다. 작품으로 《화조도》, 《추경산수도》, 《어개도》 등이 있다.

## 참고 문헌
1. ↑  “조정규(야후 백과사전)”. 한국야후. 2009년 4월 17일에 확인함.[깨진 링크(과거 내용 찾기)]